# Tvärbandad knot
Tvärbandad knot (Trigloporus lastoviza) är en bottenfisk i familjen knotfiskar (Triglidae) som finns från Norge och Brittiska öarna söderöver längs Europas Atlantkust till Afrika. Även tillfälligt påträffad i Sverige.

## Utseende
En långsträckt fisk med stort, benklätt huvud och brant sluttande panna. Kroppen är röd upptill, blek nertill, och med mörka fläckar på huvud och rygg. Bröstfenorna är grå med blå, ovala fläckar. Dess tre nedersta fenstrålar är fria. Längs sidolinjen har den flera små taggar, och hela kroppen har hudveck som ger arten ett tvärbandat utseende. Arten har två ryggfenor, den främre med 9 till 11 taggstrålar, och den bakre med 14 till 17 mjukstrålar. Den kan bli 40 cm lång, men blir oftast mindre.

## Vanor
Den tvärbandade knoten lever nära klipp-, dy-  och sandbottnar på ett djup ner till 150 m, vanligtvis djupare än 40 m. Födan består av olika kräftdjur. Fisken kan bli upp till 18 år gammal. Även om arten vanligtvis är en bottenfisk, förekommer det att den samlas i vattenytan i stora stim.

## Utbredning
Arten finns från Norge, längs Europas och Afrikas Atlantkuster runt Kap Horn till Moçambique. Den har tillfälligtvis påträffats vid Sveriges västkust.